# Nomada roberjeotiana
Nomada roberjeotiana ist eine Biene aus der Familie der Apidae. Die Weibchen sehen Nomada zonata ähnlich. Es wird vermutet, dass die Art in zwei aufzuspalten ist. Erstere, Nomada roberjeotiana umfasst Tiere die eher im Flachland leben, Nomada tormentillae besiedelt höhere Lagen und ist auch etwas kleiner.

## Merkmale
Die Bienen haben eine Körperlänge von 7 bis 9 Millimetern (Weibchen) bzw. 6 bis 9 Millimetern (Männchen). Der Kopf und Thorax der Weibchen ist schwarz und ist rot gezeichnet. Das erste und zweite Tergit sind rot, das erste ist häufig basal, das dritte und vierte auch auf der Scheibe schwarz. Die Tergite zwei bis fünf sind häufig mit weißgelben Flecken versehen. Das Labrum ist rot und hat am Vorderrand einen fein gezähnten Grat. Das dritte Fühlerglied ist gleich lang wie das vierte. Das stark gehöckerte Schildchen (Scutellum) hat zwei rote Flecken und ist unregelmäßig punktförmig strukturiert. Der Stutz neben dem Mittelfeld ist nicht punktiert. Die Schienen (Tibien) der Hinterbeine sind am Ende stumpf und haben drei bis vier, nicht beieinander stehende, kleine Dornen. Die Männchen sehen den Weibchen ähnlich, haben aber ein gelbes Labrum. Ihr drittes Fühlerglied ist gleich lang wie das vierte. Das schwach gehöckerte Schildchen hat einen oder zwei gelbe bis gelbrote Flecken und große Zwischenräume zwischen den punktförmigen Strukturen. Der Stutz neben dem Mittelfeld ist glänzend und anders als bei den Weibchen unregelmäßig punktiert. Die Schienen der Hinterbeine sind am Ende stumpf und haben mehrere kurze Dörnchen.

## Vorkommen und Lebensweise
Die Art ist in Mittel- und Nordeuropa verbreitet. Die Tiere fliegen von Mitte Mai bis Mitte August. Sie parasitieren Andrena tarsata und vermutlich auch Andrena coitana, Andrena fuscipes und Andrena denticulata.

## Belege
Felix Amiet, M. Herrmann, A. Müller, R. Neumeyer: Fauna Helvetica 20: Apidae 5. Centre Suisse de Cartographie de la Faune, 2007, ISBN 978-2-88414-032-4.